# Santiago Salcedo
Santiago Salcedo (* 6. September 1981 in Asunción) ist ein paraguayischer Fußballspieler.

## Karriere

### Verein
Salcedo begann seine Karriere bei Cerro Porteño, wo er von 2001 bis 2005 spielte. Er trug 2001 und 2005 zum Gewinn der Primera División bei. In der Saison 2005 wurde er mit 9 Toren Torschützenkönig der Copa Libertadores. 2003 wurde er an MKE Ankaragücü ausgeliehen. 2005 folgte dann der Wechsel zu FC Tokyo. Danach spielte er bei Newell’s Old Boys (2006–2009), Chiapas FC (2007), River Plate (2008), CA Lanús (2009–2012) und Argentinos Juniors (2011). 2012 kehrte er nach Cerro Porteño zurück, mit denen er 2012 und 2013 zwei weitere Male Meister wurde. Danach spielte er bei CA Banfield (2013–2014) und Sol de América (2015). 2016 folgte dann der Wechsel zu Club Libertad, mit denen er 2016 und 2017 den Meistertitel in der Primera División holte.

### Nationalmannschaft
Im Jahr 2003 debütierte Salcedo für die paraguayische Fußballnationalmannschaft. Er hat insgesamt sechs Länderspiele für Paraguay bestritten.

## Errungene Titel

### Mit seinen Vereinen
- Primera División (Paraguay): 2001, 2005, 2012, 2013, 2016, 2017

### Persönliche Auszeichnungen
- Torschützenkönig der Copa Libertadores: 2005